# Battaglia di Churubusco
La battaglia di Churubusco è stato uno scontro avvenuto il 20 agosto 1847 durante la guerra messico-statunitense. La vittoria americana della battaglia lasciò Città del Messico senza più difese: la capitale messicana sarebbe caduta poco dopo.

## Preludio
L'accerchiamento statunitense di Città del Messico era cominciato con la battaglia di Contreras, dove le difese messicane più esterne erano del tutto crollate, dando inizio ad una ritirata generale verso la capitale. Il generale Santa Anna, cercando di evitare il collasso totale del fronte, ordinò alle truppe che presidiavano il forte di San Antonio di ritirarsi nel più vicino monastero francescano di San Mateo de Churubusco, l'ultimo possibile punto di difesa prima di Città del Messico, in modo da rallentare l'avanzata statunitense, affidandone il comando all'ex-presidente del Messico Pedro María Anaya.
A poche ore dalla vittoria di Contreras il comandante americano Winfield Scott, capendo la manovra di Santa Anna, dirottò subito il proprio esercito contro Churubusco, dove nel frattempo si era attestata una parte dell'armata messicana, fra cui anche il battaglione di San Patrizio, costituito prevalentemente da irlandesi disertori dell'esercito statunitense, i quali erano fortemente motivati a non arrendersi e a combattere fino alla morte.

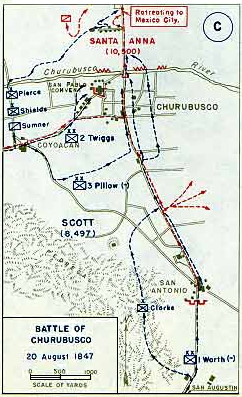
Schema della battaglia di Churubusco

## La battaglia
Gli statunitensi attaccarono Churubusco appena giunti da Contreras, con Scott che ordinò ai sottoposti David E. Twiggs e William J. Worth di guidare la carica. La prima linea di difesa messicana si trovava sul fiume Churubusco, oltre il quale sorgeva il monastero, e l'assalto all'unico ponte sul corso d'acqua venne guidato dal futuro presidente degli Stati Uniti Franklin Pierce, allora brigadier generale dei volontari, che venne ferito alla gamba e dovette ritirarsi.
Inizialmente respinti, gli americani fecero valere la propria superiorità numerica e forzarono il passaggio del fiume, arrivando ad assaltare direttamente il monastero. I combattimenti che ne derivarono furono furiosi e solo con difficoltà gli attaccanti riuscirono a penetrare all'interno del monastero. I messicani provarono più volte ad arrendersi durante l'assalto, ma gli irlandesi del battaglione di San Patrizio impedirono di alzare bandiere bianche, poiché consci del destino che li attendeva una volta presi prigionieri.
Infine, tuttavia, i difensori esaurirono le munizioni e, per evitare di passare a sanguinosi combattimenti corpo a corpo, il capitano James M. Smith (futuro governatore della Georgia), una volta conquistata la parte più alta del monastero, issò egli stesso una bandiera bianca per segnalare la fine della battaglia, al che il generale Anaya accettò finalmente la resa.

## Conseguenze
La disfatta di Churubusco fu disastrosa per il morale dei messicani, che si erano visti più volte sconfiggere, da un'armata numericamente inferiore, sul proprio territorio. Santa Anna, costretto a ritirarsi all'interno della capitale, cercò di intavolare dei negoziati con gli statunitensi, i quali tuttavia fallirono e condussero all'assalto finale della città poche settimane più tardi.
Winfield Scott venne pesantemente criticato per la decisione di attaccare Churubusco, poiché secondo molti il monastero poteva essere semplicemente oltrepassato senza sprecare uomini e mezzi per conquistarlo. In realtà Scott aveva agito correttamente, poiché altrimenti si sarebbe dovuto costantemente preoccupare della presenza messicana nelle retrovie, la quale, benché numericamente ridotta, avrebbe potuto infastidire il suo esercito con imboscate e attività di guerriglia.
I sopravvissuti del battaglione di San Patrizio vennero presi prigionieri e, come avevano temuto, vennero poco dopo giustiziati tramite impiccagione dal generale William S. Harney, famigerato per la propria brutalità e spietatezza.